# Kałynowe (rejon kramatorski)
Kałynowe (ukr. Калинове) – wieś na Ukrainie, w obwodzie donieckim, w rejonie kramatorskim, w hromadzie Illiniwka. W 2001 liczyła 627 mieszkańców.